# Tumefazione
La tumefazione è, in campo medico, un aumento del volume dei tessuti causato dalla presenza di edema e/o ematoma. In patologia generale corrisponde al tumor.
Una tumefazione al cranio, in seguito a un trauma fisico, viene comunemente chiamata bernoccolo.

## Eziologia
Le cause che possono portare alla tumefazione di un organo sono molteplici e comprendono trauma della cute, infezione della cute, dermatite da contatto, eczema, reazione allergica, puntura di insetto, edema, sindrome premestruale, nefrite, sindrome nefrosica, epatite, vene varicose, colite ulcerosa, osteosarcoma oppure sarcoma, malnutrizione.